# Hans Kemser
Hans Kemser (* 24. Februar 1912 in Partenkirchen, Oberbayern; † 7. Juli 1958 in Garmisch-Partenkirchen) war ein deutscher Allround-Sommer- und Wintersportler. Bis heute hält er einen inoffiziellen Zugspitzbesteigungsrekord aus dem Jahr 1933.

## Biografie
Er wurde als Sohn der Gastwirtseheleute Franz und Anna Kemser geboren. Nach der Mittleren Reife begann er eine Ausbildung als Reichsbahnbeamter. Mit 16 Jahren wurde er Mitglied im Ski-Club-Partenkirchen (SCP) und im Turn- und Sportverein Partenkirchen (TVP) und hatte erste Erfolge als Skiläufer, Skispringer und als Leichtathlet.
Mit 21 Jahren radelte er von Partenkirchen aus nach Hammersbach, lief weiter zu Fuß über das Höllental zur Zugspitze in 3 ¾ Stunden, nahm den gleichen Rückweg vom Münchner Haus bis Partenkirchen in 2 ¼ Stunden. Er benötigte insgesamt 6 Stunden für die gesamte Tour, die als inoffizieller Zugspitzenbesteigungsrekord gewertet werden kann.
Kemser verstarb im Alter von 46 Jahren an einem Herzinfarkt.

## Teilnahmen an Weltmeisterschaften
- Mürren 1935: 9. Slalom, 17. Kombination, 29. Abfahrt